# 国鉄9550形蒸気機関車
9550形は、日本国有鉄道（国鉄）の前身である鉄道院が1912年（大正元年）に製造した、貨物列車牽引用のテンダー式蒸気機関車である。その後、制式機関車として大量生産された9600形（2代）の前駆となる形式である。
本項では、9550形を基本に蒸気過熱器を装備した初代9600形（後の9580形）についても記述する。

## 9550形

### 概要
9550形は、私鉄の国有化によって巨大化した官設鉄道（鉄道院）が目指すべき、標準機関車の試作として1912年（明治45年／大正元年）に12両（9550 - 9561。製造番号15 - 26）が川崎造船所で製造されたものである。指揮を執った鉄道院工作課長の島安次郎の方針により、従輪を廃した2-8-0(1D)＝コンソリデーション形の車軸配置とされた。
本形式の外観的な特徴は、直線を基調としたデザインラインである。この頃の機関車は、前端梁と歩み板、歩み板と運転台下部を繋ぐラインは、乙字型やS字型の曲線を使うことが多かったが、本形式ではいずれもが直線的な折れ線となっている。
また、ボイラーの火室は重心の上昇を避けるため狭火室形で、主台枠の内側に納められたが、必要な火格子面積を確保するため前後方向に長くなり、投炭を行う機関助士の負担が大きくなったうえ、火熱による各部の変形が著しく、外火室と内火室を繋ぐ控えの折損が相次いだという。さらに、動輪上重量を大きく取り過ぎたため、最大軸重は14 tを超え、使いにくい機関車となってしまった。そのため、すぐに北海道へと転用されたが、そこでも持て余されて、結局あまり使用されることなく短い生涯を終えた。

### 経歴
9550形は、1912年（大正元年）11月14日付けで落成し、東部鉄道管理局に配属され、最初は常磐線で、後には東北本線の黒磯 - 白河間の勾配区間で使用された。しかし、これらの使用成績は前述のように芳しいものではなく、1919年（大正8年）10月に6両（9550 - 9555）が、翌年3月には残りの6両が札幌鉄道管理局に転用された。1923年（大正12年）1月末時点では、全車が下富良野に配置され、根室本線で営業列車用に使用されていたが、1927年（昭和2年）4月末には9600形（2代）に置き換えられて、9550 - 9553は浜釧路、9554 - 9557は稚内、9559が上興部で休車とされ、残りの3両（9558, 9560, 9561）のみが上興部（名寄機関区の分庫）に配置されて名寄本線で使用されていた。
9561は1930年（昭和5年）頃に東京鉄道局の田端に転属し、田端操車場のハンプ押上げ用への転用が目論まれたが、当時は不況により機関車に相当の余剰が生じていた時期であり、現場に嫌われて、すぐに使用されなくなり、長期間機関庫外に放置されることとなってしまった。
1933年（昭和8年）6月末時点では、9550, 9551, 9553が根室、9552, 9556が音威子府、9557 - 9560が上興部、9554, 9555は輪西工場でいずれも廃車前提の第2種休車となっており、東京鉄道局の9561も含めて、すべて同年度中に廃車となった。民間に払下げられたもの、保存されたもの、いずれも存在しない。

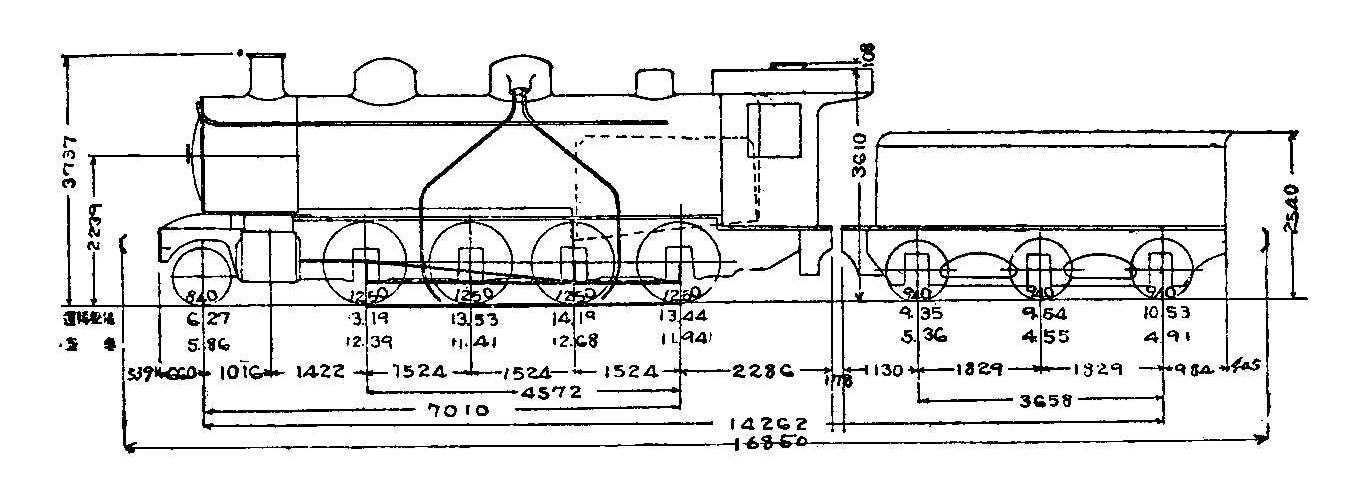
9550形形式図

## 9600形（初代）→9580形

### 概要
9580形は、9550形を基本にして蒸気過熱器を装備したものである。落成当初は9600形（初代）と称し、蒸気過熱器の特許使用権を持っていた川崎造船所において1912年に12両（9600 - 9611。製造番号27 - 38）が製造された。9550形に比べて、蒸気過熱管寄せの装備のため、煙突はシリンダ中心線より前方に位置することとなり、ピストン弁の採用のため、歩み板は若干高くなった。歩み板のデザインは直線的な9550形に対して、前端梁からシリンダにかけては乙字形、運転台下部はS字形の曲線を用いたデザインとなった。
しかし、本形式は9550形の欠点をそのまま受け継ぐ形となっており、また、過熱管の配列も製造元であるドイツ・シュミット社の推奨する配置と異なるものとしたため、過熱式機関車としても不成功であった。
1913年（大正2年）6月に新しい9600形が落成するのに先立ち、本形式は9580形に改称され、9580 - 9591に改番された。

### 経歴
本形式は1913年（大正2年）3月1日付けで落成し、東部鉄道管理局に配属されたが、東部鉄道管理局時代の使用状況はよくわかっていない。1914年（大正3年）12月に9580 - 9585が九州に、翌1915年（大正4年）1月には9586 - 9591が北海道鉄道管理局に早くも転用された。九州のものは、筑豊本線で使用されたが、このうち9581, 9582が1916年（大正5年）4月、残りの4両が同年7月に北海道へ転用され、全車が北海道に揃うこととなった。
北海道では、当初函館本線で使用されたが、1923年（大正12年）1月末時点で9586、9589、9590が根室で休車中、残りの9両が池田に配置されて根室本線で営業用に使用されていた。1927年4月末時点では、9580が上興部で名寄本線、9581、9584、9589、9590、9591が旭川、9585、9587が音威子府で宗谷本線で営業用に使用されていたが、9582、9583、9586は休車、9588は札幌で教習用であった。
1933年（昭和8年）6月末時点では道内各地に分散配置されており、9584が長万部、9585が音威子府、9586が岩見沢、9587が名寄、9591が釧路で第1種休車、9580が函館、9581が増毛、9582が音威子府、9583が厚岸、9589が苗穂、9590が新得で廃車前提の第2種休車となっており、9588はそのまま教習用であった。これらは予備車として配置されたという説もあるが、置き場所がないので空き線路のある機関庫を探して配置したというのが実情であったようである。
1936年（昭和11年）に9580、9581が廃車となったが、残りは戦時輸送のため営業用として復活し、9582が浜頓別、9583が長万部、9584が名寄、9585, 9590が音威子府、9586が稚内、9587が苗穂、9588が深川、9589が幌延、9591が留萠に配置されていたが、実際のところは冬季に雪かき車を推進するのが主たる用途であったとされる。1949年（昭和24年）3月までに全車が廃車となったが、民間へ払下げられたもの、保存されたものはない。
車齢は最長のもので37年を数えたものの、実際に使用された期間は何年もなく、母体となった9550形ともども問題が多かったとはいえ、本形式は量産形である後の9600形につながる過度期のプロトタイプと考えることができる。　

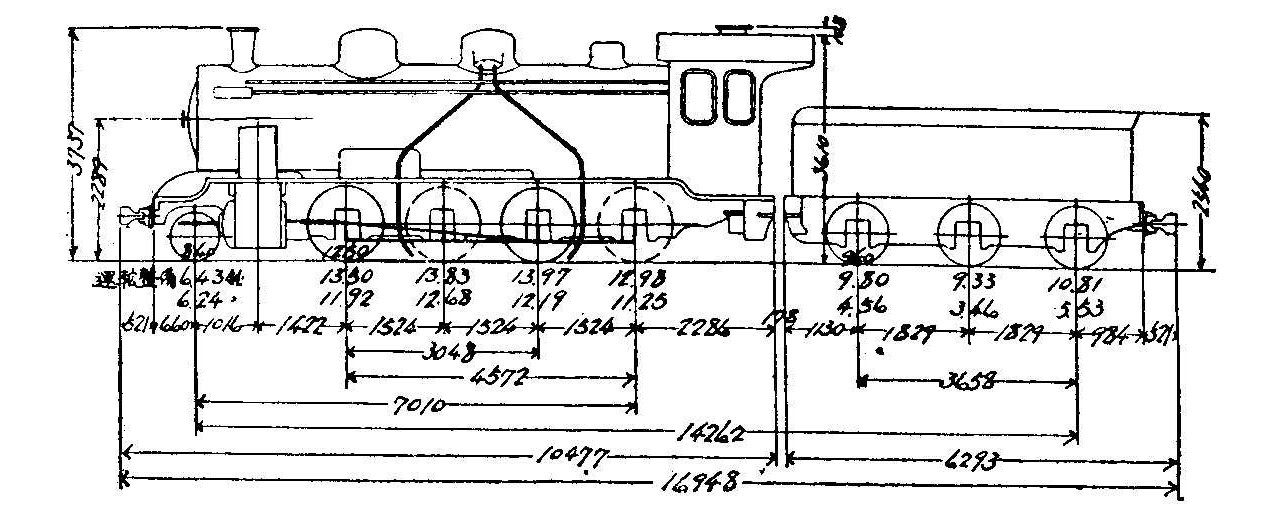
9580形形式図